# Ave Maria Mutual Funds
 (janvier 2008).
Si vous disposez d'ouvrages ou d'articles de référence ou si vous connaissez des sites web de qualité traitant du thème abordé ici, merci de compléter l'article en donnant les références utiles à sa vérifiabilité et en les liant à la section « Notes et références ».
Ave Maria Mutual Funds est un fonds de pension américain proche des lobby anti-avortement américains. Sa cible de clientèle est celle qui s'intéresse aux investissements financiers sur des compagnies qui ne violent pas les principes religieux de l'Église catholique romaine.
Selon sa publicité et son site internet, cette compagnie examine ses investissements tout d'abord sur des critères financiers, puis en élimine alors des compagnies impliquées dans la pratique de l'avortement ou dont les politiques sont jugées par elle pour être anti-famille.
Les pratiques sont basées sur des jugements moraux faits par le comité consultatif catholique de la compagnie. Les premiers de ses fonds ont été établis en 2001. En novembre 2004, dans SmartMoney, il a été noté que ce fonds a eu 200 millions de dollars sous sa gestion, un nombre qui a augmenté à plus de 250 millions avant la publication en mai 2005 de ses prospectus publicitaires.
La majeure partie de cet argent est investie dans les fonds du navire amiral de l'entreprise, Ave Maria Catholic Values Fund;  d'autres fonds incluent des fonds de croissance dans Ave Maria Growth Fund, Ave Maria Rising Dividend Fund, and Ave Maria Bond Fund.

## Comité consultatif
En définissant ses procédés pour examiner des investissements basés sur des principes religieux, les membres du conseil "sont guidés par le magistère de l'Église catholique et recherchent activement le conseil et des avocats-conseils du clergé catholique." 
En date d'août 2005, le conseil comprend les membres suivants:  
- Bowie Kuhn, président
- Tom Monaghan
- Michael Novak
- Paul R. Roney
- Phyllis Schlafly
- cardinal Adam Joseph Maida, conseiller ecclésiastique